# Магматити (пам'ятка природи)
Магмати́ти — геологічна пам'ятка природи місцевого значення в Україні. Розташована на території Єланецького району Миколаївської області, у межах Великосолонівської сільської ради.
Площа — 5 га. Статус надано згідно з рішенням Миколаївської обласної ради № 448 від 23.10.1984 року задля збереження гранітних відслонень.
Пам'ятка природи розташована на південь від села Велика Солона, на правому березі річки Солона.
Територія заповідного об'єкта слугує для збереження та охорони відслонень кристалічних порід — магматитів.